# دوغلاس هيكوكس
دوغلاس هيكوكس (بالإنجليزية: Douglas Hickox)‏ (و. 1929 – 1988 م) هو مخرج أفلام، ومخرج تلفزيوني بريطاني، ولد في لندن، بدأ مشواره المهني سنة 1950، توفي في لندن، عن عمر يناهز 59 عاماً، بسبب نوبة قلبية.

## التعليم
تعلم في مدرسة إيمانويل ‏
.

## وصلات خارجية
- دوغلاس هيكوكس على موقع IMDb (الإنجليزية)
- دوغلاس هيكوكس على موقع ألو سيني (الفرنسية)
- دوغلاس هيكوكس على موقع تيرنر كلاسيك موفيز (الإنجليزية)
- دوغلاس هيكوكس على موقع أول موفي (الإنجليزية)
- دوغلاس هيكوكس على موقع قاعدة بيانات الأفلام السويدية (السويدية)
- دوغلاس هيكوكس على موقع إن إن دي بي (الإنجليزية)
- دوغلاس هيكوكس على موقع قاعدة بيانات الفيلم (الإنجليزية)
- دوغلاس هيكوكس على موقع كينوبويسك (الروسية)